# Щит и меч (фильм)
«Щит и меч» — советский четырёхсерийный военно-драматический художественный кинофильм о подвигах советских разведчиков в годы Великой Отечественной войны, снятый в 1967 году режиссёром Владимиром Басовым по одноимённому роману Вадима Кожевникова.
Выход киноэпопеи «Щит и меч», включающей в себя четыре фильма, был приурочен к 50-летию Службы внешней разведки КГБ СССР. Первые два фильма вышли в прокат 19 августа 1968 года, а последующие два — 3 сентября 1968 года.

## Сюжет
Советский разведчик Александр Белов (Станислав Любшин), выехавший в 1940 году в Германию из Риги под именем немца-репатрианта Иоганна Вайса вместе со своим другом Генрихом Шварцкопфом (Олег Янковский), к 1944 году достиг прочного положения в Абвере, а затем был переведён в Берлин, в службу СД, где постепенно дослужился до чина гауптштурмфюрера СС. По роду службы офицер для особых поручений Вайс получил доступ к ценнейшим сведениям стратегической важности и возможность упреждать начало крупных военных операций Третьего рейха…

### Названия эпизодов
Киноэпопея «Щит и меч» включает в себя четыре фильма (в скобках указаны даты выхода фильмов в советский прокат):
- Фильм первый. «Без права быть собой» (19 августа 1968).
- Фильм второй. «Приказано — выжить…» (19 августа 1968).
- Фильм третий. «Обжалованию не подлежит» (3 сентября 1968).
- Фильм четвёртый. «Последний рубеж» (3 сентября 1968).

## В ролях
- Станислав Любшин — Александр Белов, советский разведчик, капитан, он же Иоганн Вайс, обер-лейтенант абвера, он же Петер Краус, гауптштурмфюрер СС (прототип — Александр Святогоров)[3]
- Олег Янковский — Генрих Шварцкопф, друг Иоганна Вайса
- Георгий Мартынюк — Алексей Зубов, советский разведчик, лейтенант, он же Алоиз Хаген, обер-лейтенант (фильмы 2—4)
- Владимир Басов — «Бруно», советский разведчик
- Алла Демидова — Ангелика Бюхер
- Юозас Будрайтис — фон Дитрих, капитан (в фильме 3 — майор) абвера (роль озвучил Александр Граве)
- Алексей Глазырин — Аксель Штейнглиц, майор абвера
- Валентина Титова — Нина Александрова, она же Ольга, курсантка «Спица» (фильмы 2—4)
- Наталья Величко — Эльза, связная Александра Белова (фильм 2)
- Владимир Балашов — Вальтер Зонненберг, бригадефюрер СС (фильмы 3—4) (прототип — Вальтер Шелленберг)[источник не указан 682 дня]
- Альгимантас Масюлис — Вилли Шварцкопф, штандартенфюрер, позже оберфюрер СС, дядя Генриха (роль озвучил Виктор Рождественский)
- Николай Засухин — Оскар Папке, унтершарфюрер СС (в фильме 3 роль озвучил Анатолий Кузнецов) (фильмы 1, 3)
- Лев Поляков — Герлах, обер-лейтенант, заместитель начальника разведшколы абвера (фильмы 1—2)
- Анатолий Вербицкий — Герд, ротмистр, финансовый магнат и начальник разведшколы абвера
- Николай Граббе — глухонемой, переводчик с языка глухонемых на службе абвера
- Вацлав Дворжецкий — Ландсдорф, эксперт в области военной разведки, куратор разведшкол (фильмы 2—4)
- Анатолий Кубацкий — Франц, бригадефюрер СС (фильмы 3—4)
- Николай Прокопович — Шульц, начальник гаража
- Михаил Погоржельский — фон Зальц, полковник (фильмы 1—3)
- Кристина Ласцар — Бригитта, супруга Алоиза Хагена (фильмы 2—4)
- Людмила Чурсина — фрейлен-ефрейтор вермахта (фильм 1)
- Дмитрий Масанов — Сорокин, полковник РОА, начальник женской разведшколы абвера (фильм 2)
- Инга Будкевич — Инга Ротмирова, помощница Сорокина
- Валентин Смирнитский — Андрей Басалыга («Фаза»), курсант разведшколы абвера (фильм 2)
- Игорь Безяев — «Кролик», курсант разведшколы абвера (фильм 2)
- Всеволод Сафонов — «Гвоздь», курсант разведшколы абвера (фильм 2)
- Владимир Маренков — «Туз», курсант разведшколы абвера (фильм 2)
- Герман Качин — «Хрящ», курсант разведшколы абвера (фильм 2)
- Игорь Ясулович — «Гога», курсант разведшколы абвера (фильм 2)
- Раднэр Муратов — «Шаман», курсант разведшколы абвера (фильм 2)
- Константин Тыртов — «Синица», курсант разведшколы абвера (фильм 2)
- Владимир Осенев — Адольф Гитлер (фильмы 3—4)
- Вячеслав Дугин — Генрих Гиммлер, рейхсфюрер СС (фильмы 3—4)
- Владимир Горелов — Йозеф Геббельс
- Михаил Сидоркин — Герман Геринг
- Сергей Плотников — Барышев, генерал
- Улдис Думпис — немецкий офицер, лётчик-ас люфтваффе (роль озвучил Виктор Файнлейб)
- Нина Крачковская — курсантка школы абвера (фильм 2)
- Пётр Репнин — хозяин ресторана
- Ральф Й. Бёттнер — сотрудник гестапо, арестовавший Вайса (роль озвучил Николай Граббе)
- Войцех Дурьяш — Ежи Чижевский, антифашист-подпольщик
- Курт-Мюллер Райцнер — Карл Кунерт, антифашист-подпольщик (фильмы 2—4) (роль озвучил Владимир Сошальский)
- Силард Банки — Янош Мольнар, антифашист-подпольщик
- Владимир Брабец — Яромир Дробный, антифашист-подпольщик
- Жарко Пребил — Младлен Миленкович, антифашист-подпольщик
- Хельга Гёринг — фрау Дитмар (роль озвучила Нина Никитина) (фильмы 1, 3)
- Таисия Додина — Ева
- Юрген Фрорип — Юрген Хениг, антифашист-подпольщик (фильмы 2—4)
- Виталий Коняев — Пауль (роль озвучил Эдуард Изотов)
- Василий Ордынский — политрук (фильм 2)
- Хорст Пройскер — Штуттгоф, профессор, резидент советской разведки (роль озвучил Артём Карапетян) (фильмы 3—4)
- Отмар Рихтер — Курт (роль озвучил Эдуард Бредун)
- Надежда Самсонова — фрау Вильма
- Сергей Папов — пленный советский офицер (роль озвучил Владимир Емельянов) (фильм 2)
- Николай Пеньков — Хакке, инструктор разведшколы абвера (фильм 2)
- Пятрас Стяпонавичюс[лит.]
- Эрнст-Георг Швилль — Густав (роль озвучил Юрий Саранцев)
- Георгий Яковлев — Франта Юрасек (роль озвучил Владимир Смирнов)
- Вячеслав Гостинский — комендант детского лагеря
- Юрий Медведев — офицер в бюро по трудоустройству
- Нина Агапова — Зеленко-Ауфбаум, капитан РОА (фильм 2)
- Валентина Ананьина — медсестра
- Наум Раснер — пианист
- Елена Добронравова — глухонемая с собачкой на службе у абвера
- Степан Бачинский — Полонский
- Ольга Жизнева — баронесса
- Анатолий Чемодуров — врач
- Сергей Яковлев — врач (фильм 3)
- Борис Лифанов — фон Рюге (фильм 2)
- Мария Пастухова — военврач
- Гавриил Егиазаров — командир десанта (фильм 4)
- Галина Комарова — девушка со шрамом
- Альфред Видениекс — следователь
- Виктор Рождественский — помощник Зубова (нет в титрах)
- Ежи Бинчицкий — агент гестапо, арестовавший Эльзу
- Павел Павленко — врач, пришедший к Нине
- Фриц Богдон — комендант тюрьмы Кёнигштайн (роль озвучил Артём Карапетян)
- Клаус Герке — заместитель коменданта тюрьмы Кёнигштайн (озвучивает Рудольф Панков)
- Евгений Жуков
- Эдуард Изотов
- Георгий Петровский
- Михаил Селютин
- Алексей Ванин — санитар
- Эдгар Ходжикян
- Юрий Чекулаев — дрессировщик собак
- Вильгельм Косач — эсэсовец, проверяющий документы у Вайса в имперской канцелярии (роль озвучил Алексей Сафонов)
- Ежи Штверня
- Йохен Дистельман
- Николай Шишов — эпизод (фильм 3)
- Иосиф Либготт
- Степан Борисов — отец фройляйн-ефрейтора

## Создание фильма

Плакат фильма второго «Приказано — выжить…» киноэпопеи «Щит и меч» (СССР, 1967 год)

Фильм-киноэпопея режиссёра Владимира Басова «Щит и меч» был одним из первых, показавших реальную работу советских разведчиков без пафоса и пренебрежения к врагу. Он очень понравился зрителям и продолжает оставаться одной из самых популярных картин советского кино. Первый из четырёх фильмов киноэпопеи — «Без права быть собой», вышедший на экраны кинотеатров в 1968 году, посмотрели 68,3 миллиона человек, что сделало картину лидером советского кинопроката и сохраняет за ней восьмое место в рейтинге самых кассовых фильмов Советского Союза.
«Успех этой картины был колоссальнейший. Любшин вышел на одно из первых мест как лучший актёр года по зрительскому опросу. Отрицательной критики не было», — рассказывает кинокритик Александр Шпагин.
На выбор исполнителя главной роли в фильме (Станислав Любшин) повлияло мнение сотрудников разведки, выступавших консультантами: настоящий секретный агент должен быть обычным на вид, а не суперменом.

### Съёмочная группа
- Автор сценария: Вадим Кожевников
- Режиссёр: Владимир Басов
- Второй режиссёр: Джанет Тамбиева
- Оператор: Тимофей Лебешев
- Второй оператор: Павел Лебешев
- Художник: Алексей Пархоменко
- Костюмы: Валентин Перелётов
- Композитор: Вениамин Баснер
- Звукооператор: Григорий Коренблюм
- Тексты песен: Михаил Матусовский
- Исполнение песни «С чего начинается Родина»: Марк Бернес
- Исполнение песни «Махнём не глядя»: Павел Кравецкий
- Российский государственный симфонический оркестр кинематографии
  - Дирижёры: Мартин Нерсесян (1, 2 серии); Эмин Хачатурян (3, 4 серии)

### Съёмки фильма

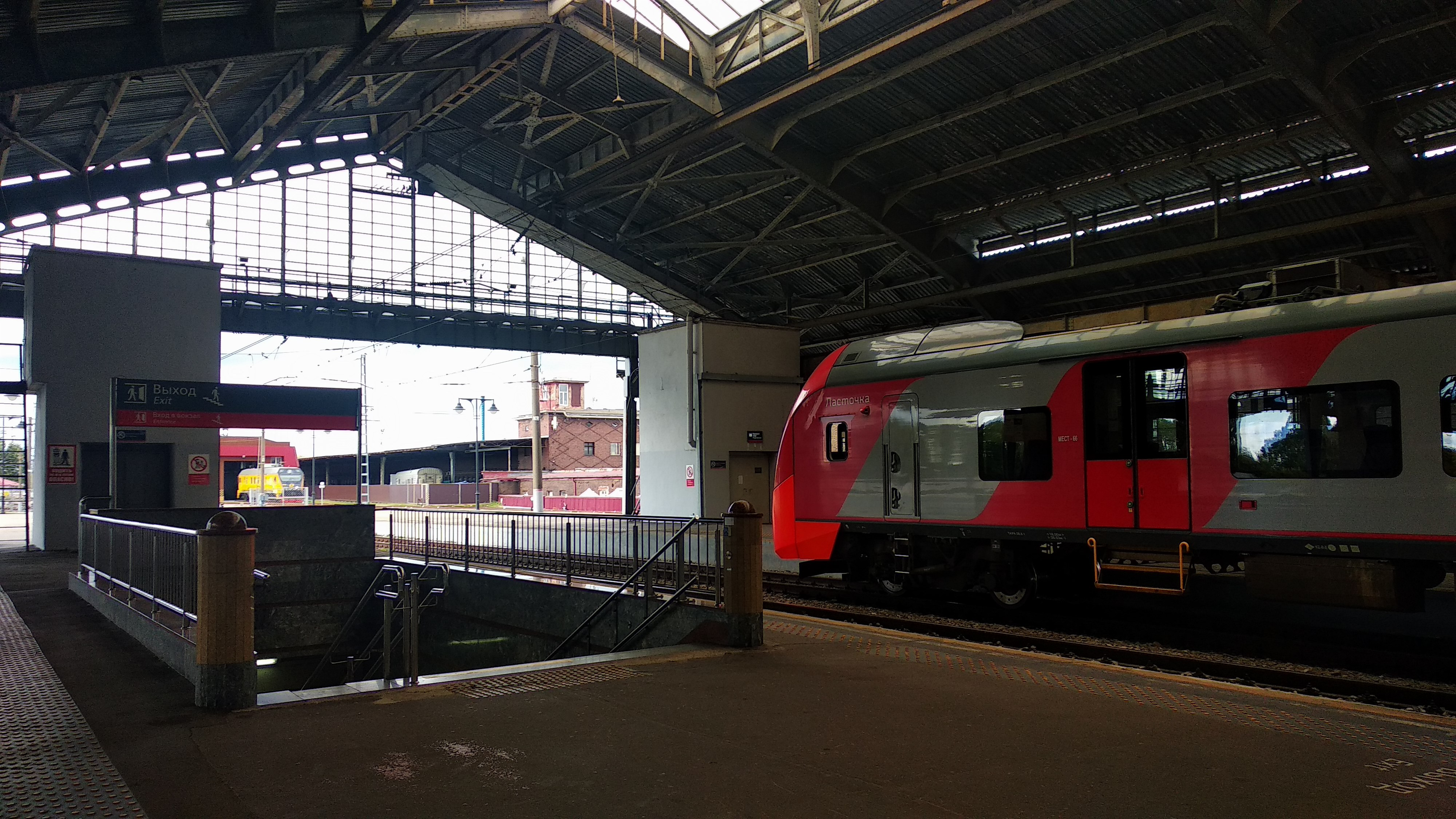
Вид на перрон Южного вокзала в Калининграде, где снимали эпизод встречи Генриха Шварцкопфа.

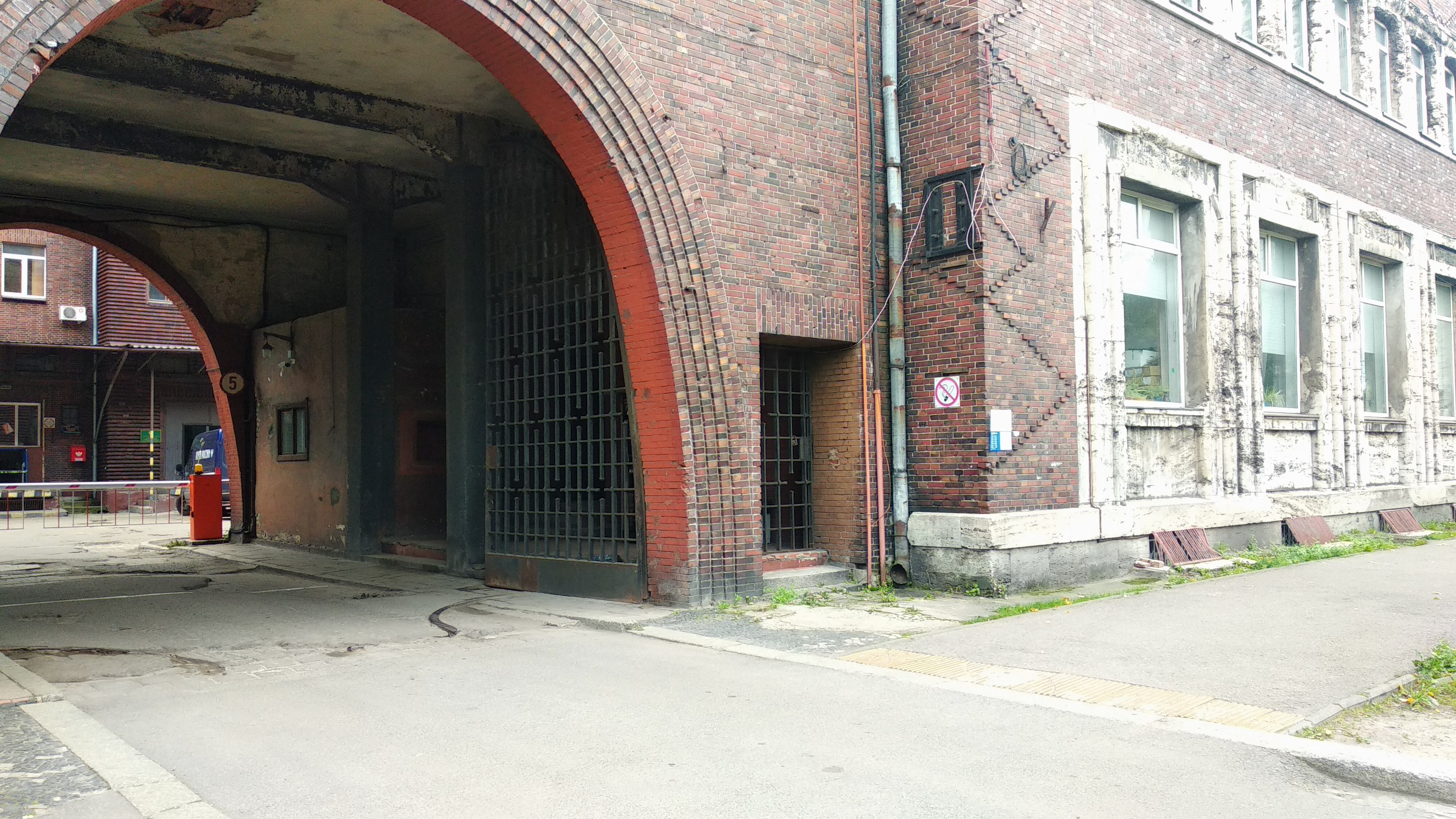
Вид на здание с аркой по улице Железнодорожной в Калининграде.

- Фильм снимался на киностудии «Мосфильм» при участии студии «Дефа» (ГДР) и творческого объединения «Старт» (ПНР) в 1967—1968 годах.
- Натурные съёмки проходили на территории Советского Союза в Латвии, Калининградской области, а также ГДР и Польше.
- Роль рейхсканцелярии в фильме исполнило здание бывшего Имперского министерства авиации Германии в Берлине.
- Роль штаба Абвера в Варшаве исполняет Collegium Maius — старейшее здание Ягеллонского университета в Кракове.
- Многие натурные съёмки проходили в Калининграде (по сценарию Вайс из Риги репатриируется в Кёнигсберг)[4]. В ленту попали:
  - Южный вокзал Калининграда.
  - здание почтового отделения по ул. Железнодорожной, д. 29 (сцена, когда Вилли Шварцкопф звонил в гараж, устраивая Иоганна Вайса шофёром).
  - руины элеватора на Правой набережной, д. 21.
  - руины Рейхсбанка (сцена прощания Вайса с Бруно) и флигель Унфрида замка Кёнигсберг.

### Музыкальное сопровождение
Режиссёр Владимир Басов имел репутацию одного из самых «быстрых» режиссёров, который никогда не свернёт в сторону и всегда точно исполнит задачу. Ему удалось наполнить фильм «Щит и меч» неповторимыми деталями и очень точно подобрать к нему музыкальный фон:
- в сцене прибытия поезда с репатриантами из Латвии в Кёнигсберг звучит швейцарская народная песня XVIII века «Schwarzbraun ist die Haselnuss» («Чёрно-коричневый орешник»);
- затем оркестр исполняет инструментальную обработку популярной маршевой песни «Эрика» немецкого композитора Хермса Ниля;
- также в фильме звучит популярный «Баварский вальс», знаменитая во всём мире австрийская народная песня «Ах, мой милый Августин» и гимн Германии «Deutschland über alles» дважды в хоровом исполнении;
- песни на музыку Вениамина Баснера и слова Михаила Матусовского «С чего начинается Родина» и «Махнём не глядя» благодаря фильму стали всенародными[2].
- в фильме 2, в эпизоде, где Штейнглиц (Алексей Глазырин) издевается над Полонским (Степан Бачинский), звучит мелодия популярной польской довоенной (1932 г.) песни «Окровавленное сердце» (музыка Фанни Гордон, автор текста Валеры Ястшембец-Рудницкий)

### Факты
- Прототипом Иоганна Вайса стал советский разведчик Александр Святогоров (1913—2008)[5]. О разведчике написан ряд книг — «Его имя Зорич», «Двойная западня», «Смерть и жизнь рядом», снято несколько документальных фильмов.
- По другой версии, Вадим Кожевников списывал образ Александра Белова с другого разведчика — Рудольфа Абеля (Вильяма Фишера), на вымышленную фамилию которого якобы намекает имя «А. Белов»[6]:

Мы договорились с писателем Вадимом Кожевниковым, что он возьмётся за обширный труд о наших разведчиках. Я представил ему Рудольфа Абеля. […] Героя произведения назвали Александром Беловым, чтобы намекнуть о прообразе Абеля (А. Белов). […] Первая же глава романа, получившего название „Щит и меч“, вызвала у меня и Рудольфа Абеля категорические возражения. Советский разведчик Александр Белов предстал перед читателями как некая модификация Джеймса Бонда, с авантюристическими выходками, безнравственными поступками. […] Рудольф Абель решительно высказал твёрдое нежелание связывать своё имя с таким героем.
- Дебютная роль офицера СС Генриха Шварцкопфа стала началом всесоюзной славы Олега Янковского. Из воспоминаний Басова о Янковском[8]:

Во Львове, в гостиничном кафе, я обратил внимание на юношу, он сидел за столиком. Сказал ассистенту: вот этот бы отлично подошёл на Генриха. Так ведь, наверное, не актёр… Оказалось, артист из Саратова, во Львове с театром на гастролях. А в Москве на пробах познакомился с Олегом Янковским — это был он. Тогда ещё необстрелянный, кинематографом неиспорченный. Мы подружились. В его мальчишеской повадке покоряло обаяние непринуждённости. Дальнейшая его биография показала, что выбор был точен, пришёл артист…
Поначалу театральная закваска давала себя знать. Подходит ко мне:
— Владимир Павлович, а какая здесь у меня сверхзадача?
— Олег, — говорю, — ты сыграй кусок. Сверхзадачу я склею.
- Для пробы на главную роль в фильме также приглашали Леонида Сметанникова, который в ту пору лишь поступил в Саратовскую государственную консерваторию имени Л. В. Собинова[9].
- В кинотеатрах СССР фильм-киноэпопею «Щит и меч» посмотрели: «Без права быть собой» — 68,3 млн зрителей (лидер советского кинопроката 1968 года), «Приказано − выжить…» — 66,3 млн зрителей (2-е место), «Обжалованию не подлежит» и «Последний рубеж» — 46,9 млн зрителей (6—7-е места)[10].
- Со слов исполнителя главной роли в фильме Станислава Любшина, картина в своё время произвела впечатление на Владимира Путина, и, по словам Путина, повлияла на его решение пойти в разведчики[11].